# Dutch Design Awards
De Dutch Design Awards (DDA) zijn een reeks prijzen die jaarlijks uitgereikt worden aan Nederlandse ontwerpers, als deel van de Dutch Design Week. Na een feestelijke Awards Night in juni volgt een tentoonstelling bestaande uit zowel de genomineerde ontwerpen als de projecten die hebben gewonnen. De Dutch Design Awards worden georganiseerd door de Dutch Design Foundation in samenwerking met de stad Eindhoven.

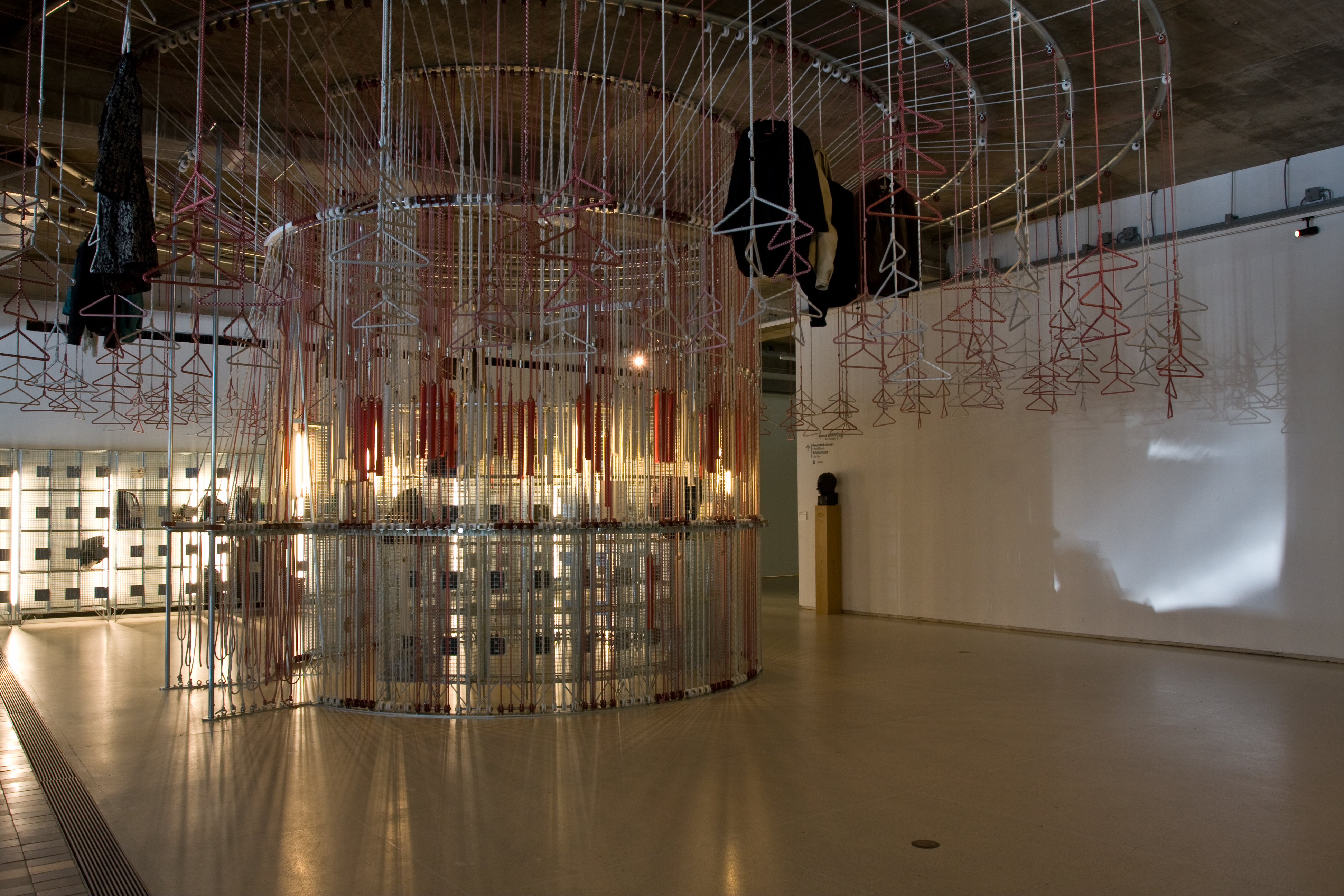
Studio Wieki Somers won in 2009 met de Merry-go-round Coat Rack in de garderobe van Museum Boijmans Van Beuningen

De Dutch Design Awards worden sinds 2003 uitgereikt. In 2008 werd de naam veranderd van Nederlandse Design Prijzen naar de huidige Engelstalige naam.

De Dutch Design Awards worden uitgereikt in een reeks categorieën met elk een eigen selectiecommissie. Binnen iedere categorie worden er eerst 3 genomineerden benoemd, waarna tijdens de uitreiking 1 winnaar wordt gekozen. De winnaar van de Public Award wordt zoals de naam zegt door het publiek gekozen en bekendgemaakt tijdens Dutch Design Week. 

## Hoofdcategorieën
De Dutch Design Awards worden uitgereikt in een reeks categorieën met elk een eigen selectiecommissie. Binnen iedere categorie worden er eerst drie genomineerden benoemd, waarna tijdens de uitreiking één winnaar wordt gekozen. De winnaar van de Public Award wordt zoals de naam zegt door het publiek gekozen en bekendgemaakt tijdens Dutch Design Week. In samenwerking met BNO wordt elke twee jaar een oeuvreprijs uitgereikt: de BNO Piet Zwart Award.
- Product
- Communication
- Habitat
- Fashion
- Design Research
- Data & Interaction
- Best Commissioning
- Young Designer
- Public Award

#### Voormalige categorieën
- Service & Systems

## Geschiedenis
Dutch Design Awards zag in 2003 dankzij Designlink en de BNO als erfopvolger van de Erkenningen Goed Industrieel Ontwerp (GIO)  het levenslicht als de Nederlandse Designprijzen. Sinds 2005 houdt DDA kantoor in designhoofdstad Eindhoven. In 2008 werd de naam veranderd van Nederlandse Design Prijzen naar de huidige naam. Vanaf 2008 werden de Erkenningen Goed Industrieel Ontwerp opnieuw toegekend, sinds 2019 in Eindhoven tijdens de Dutch Design Week.